# Piraci berberyjscy

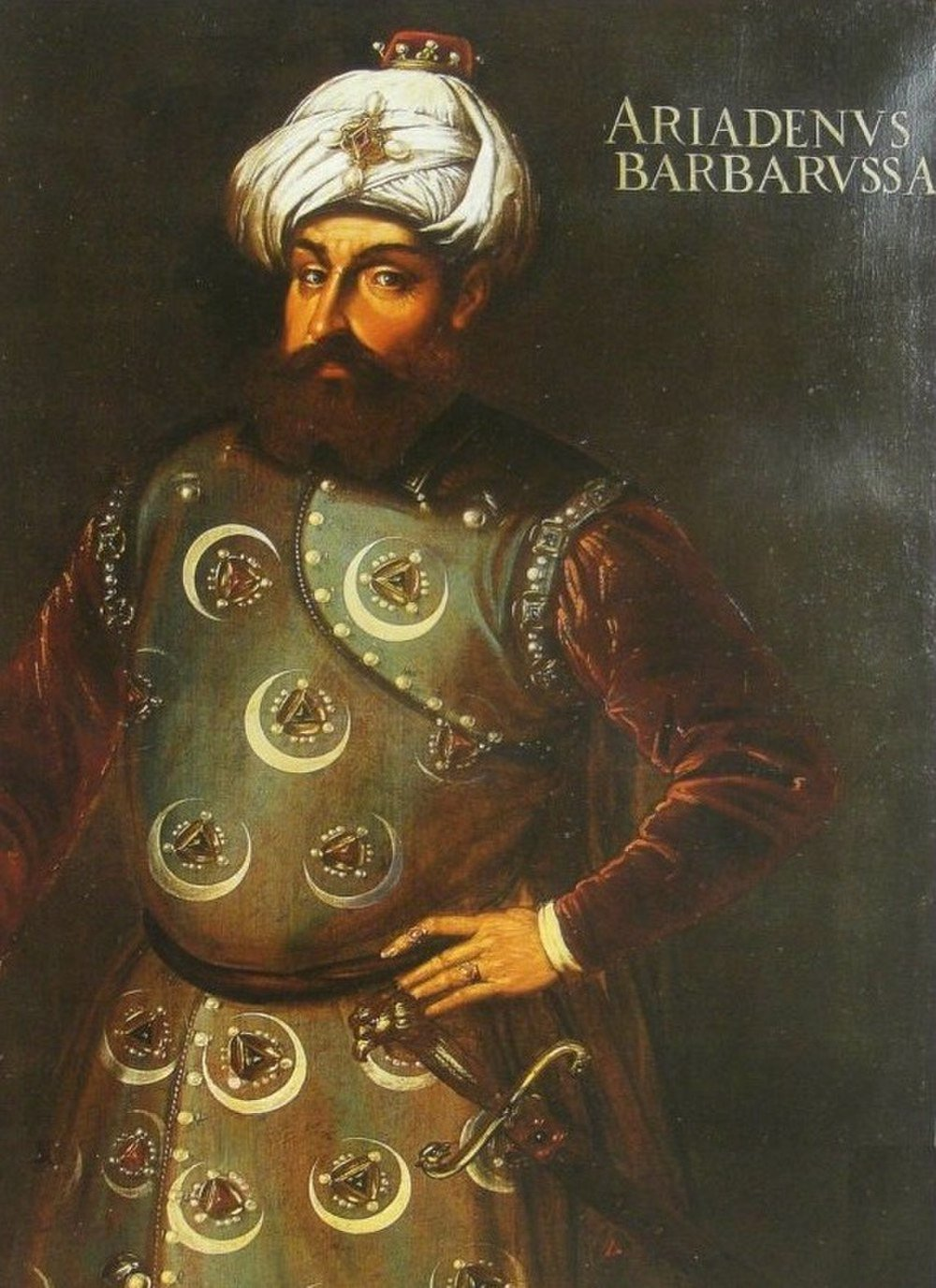
Hajraddin Barbarossa, admirał osmański

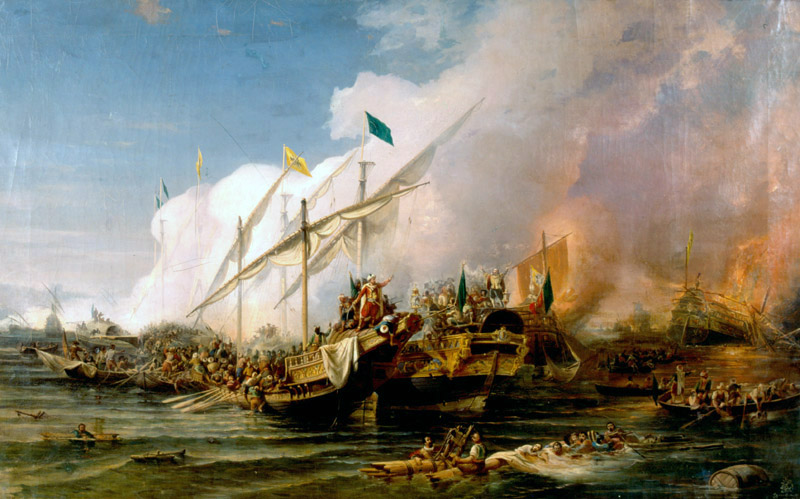
Bitwa morska pod Prevezą, 1538

Piraci berberyjscy byli muzułmańskimi rabusiami morskimi, którzy działali na akwenach Morza Śródziemnego i Atlantyku w oparciu o porty Afryki Północnej od końca XI do początków XIX wieku. Wyruszając z północnoafrykańskich portów jak Tunis, Trypolis, Algier, Sala, czy też innych od Maroka po Cyrenajkę, żeglowali głównie wzdłuż pasa lądu zwanego Berberią (jest to dawna nazwa Maghrebu, wywodząca się od zamieszkujących te ziemie Berberów). Napadali na statki i osady nadbrzeżne zarówno na Morzu Śródziemnym, jak i na Atlantyku wzdłuż zachodnich wybrzeży Afryki, a nawet daleko na północy, docierając aż do Islandii. Głównym celem tych rejz było chwytanie chrześcijan obojga płci, celem sprzedania ich na targach niewolników w Algierii i Maroku.
Od XVI do XIX wieku piraci zniszczyli tysiące europejskich statków i uprowadzili w niewolę od ośmiuset tysięcy do miliona dwustu pięćdziesięciu tysięcy Europejczyków, głównie z nadmorskich wiosek Włoch, Hiszpanii i Portugalii, ale także z Francji, Wysp Brytyjskich, Holandii, a nawet odległej Islandii.
Po wojnach napoleońskich i kongresie wiedeńskim w roku 1815 mocarstwa europejskie postanowiły podjąć wspólną akcję przeciw berberyjskim piratom. W 1816 roku połączone floty holenderska i brytyjska, dowodzone przez wicehrabiego Exmoutha zbombardowały Algier, zmuszając to miasto (a także sterroryzowany Tunis) do wydania ponad trzech tysięcy niewolników. Po ponownym odrodzeniu się piractwa, w roku 1824 inna flota brytyjska ponownie ostrzelała Algier. Francuzi skolonizowali większość Berberii w latach trzydziestych XIX stulecia.

## Historia

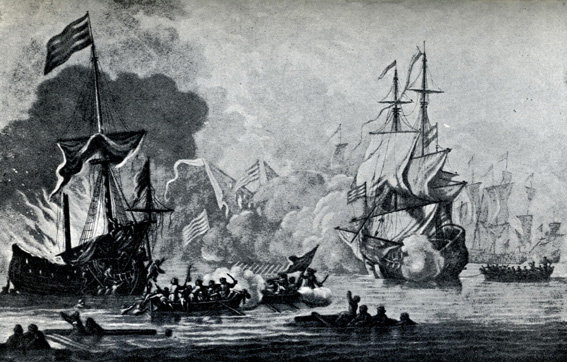
Bój angielskiej fregaty HMS Mary Rose z siedmioma algierskimi piratami, 1669.

Jakkolwiek piractwo istniało na tych wodach od czasów starożytnych, stało się naprawdę palącym problemem w XIV wieku kiedy to nastąpił gwałtowny rozwój handlu śródziemnomorskiego. Portowe miasto Bidżaja było w owych czasach największą bazą piracką. Najazdy piratów zmusiły weneckiego gubernatora Krety do wystosowania prośby do Republiki o stałe patrolowanie wybrzeży wyspy przez jej flotę.
Gdy Hiszpanie zdobyli Grenadę i wygnali Maurów na przełomie XV i XVI wieku, wielu muzułmanów z Andaluzji wyemigrowało do nadbrzeżnych miast Berberii. Stamtąd, najpierw pod patronatem mameluków z Egiptu, a następnie Turków, razem z miejscowymi plemionami Arabów i Berberów, organizowali ekspedycje zwane razziami, by siać zamęt w chrześcijańskich państwach.

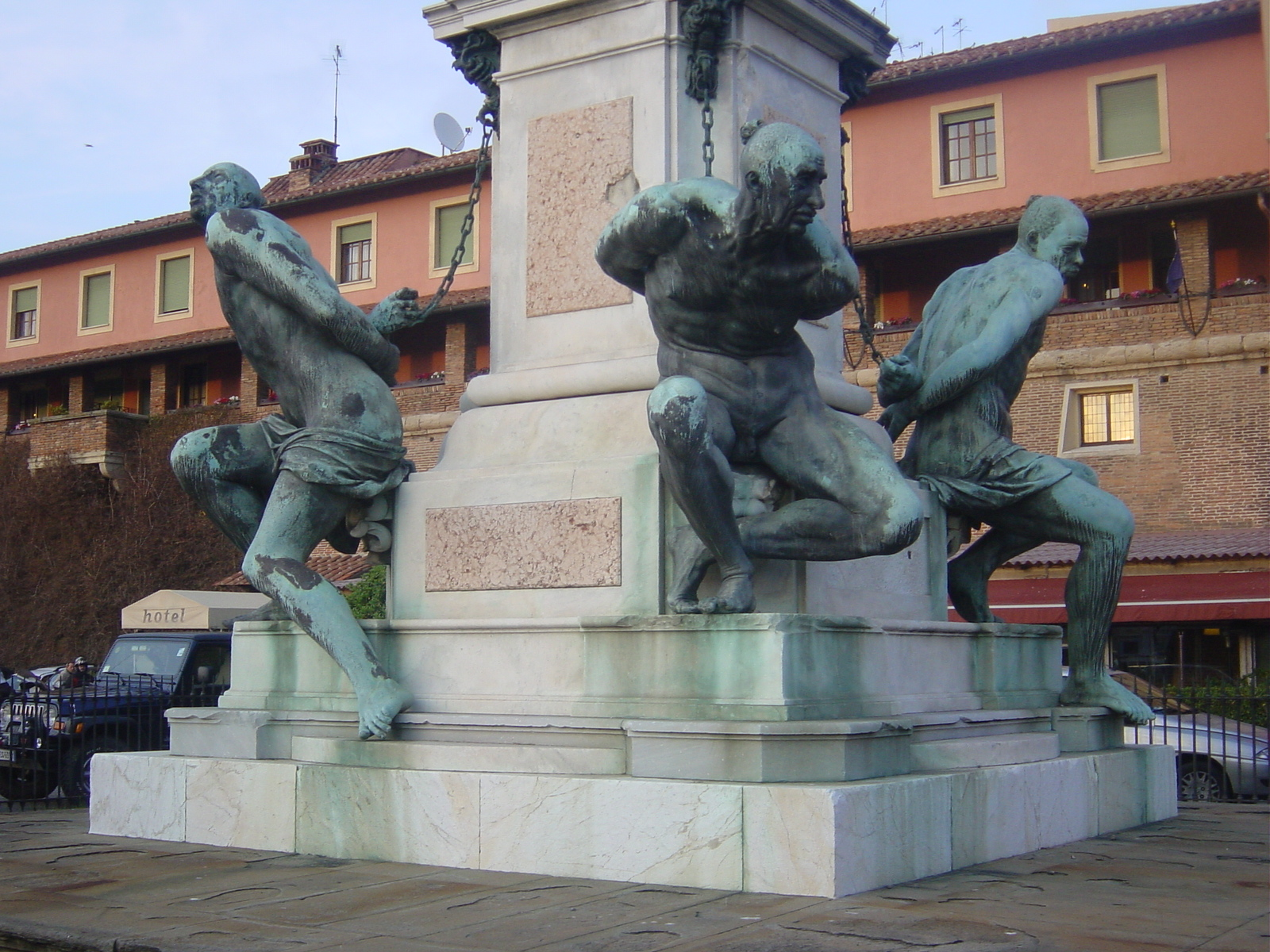
Czterech Maurów Pietro Tacca, Livorno

W tych atakach brali często udział ochotnicy z krajów Lewantu, z których największą sławę zdobyli Hajraddin Barbarossa (Hızır) oraz jego brat Oruç (Baba Oruç) z Mityleny. W odpowiedzi Hiszpanie zaczęli atakować miasta Oran, Algier i Tunis, ale gdy Oruç zginął podczas bitwy z Hiszpanami w 1518 roku, jego brat Hızır poprosił o pomoc sułtana Selima, który zaraz przysłał wojska. W roku 1529 Hızır wyparł Hiszpanów ze skalistej, ufortyfikowanej wysepki naprzeciw Algieru i ustanowił osmańskie zwierzchnictwo nad regionem. Tak więc od roku 1518 aż do śmierci Uluch Alego w 1587, Algier był siedzibą Bejlerbeja Afryki Północnej, który władał nad Trypolitanią, Tunezją i Algierią. W latach 1587–1659 ziemiami tymi rządził osmański pasza, przysyłany ze Stambułu na okres trzech lat; od roku 1659 te afrykańskie miasta-państwa, nominalnie wchodzące w skład imperium osmańskiego, były w rzeczywistości zmilitaryzowanymi republikami, które same wybierały sobie władców i żyły z grabieży.
W roku 1544 Hajreddin zdobył wysepkę Ischia, gdzie wziął do niewoli 4 tysiące osób, a następnie Lipari, skąd na targi niewolników powędrowało 9 tysięcy, niemal cała populacja wyspy. W 1551 Turgut Reis zagnał do niewoli wszystkich mieszkańców maltańskiej wyspy Gozo. W 1554 piraci napadli na Viestę w południowych Włoszech, zagarniając około 7 tysięcy brańców. W rok później Turgut splądrował Bastię na Korsyce, skąd uprowadził 6 tysięcy niewolników. W 1558 piraci berberyjscy wzięli miasto Ciutadella (Minorka), zburzyli je, wymordowali mieszkańców a 3 tysiące uprowadzili na targ niewolników w Stambule. W 1563 Turgut wylądował na brzegach prowincji Grenada w Hiszpanii i zdobył kilka osad przybrzeżnych, skąd uprowadził do niewoli 4 tysiące ludzi. Piraci berberyjscy często atakowali Baleary, w związku z czym na wyspach wzniesiono wiele wież obserwacyjnych i ufortyfikowanych kościołów. Zagrożenie było tak poważne, że wyspa Formentera została na długo opuszczona przez mieszkańców.

### XVII wiek

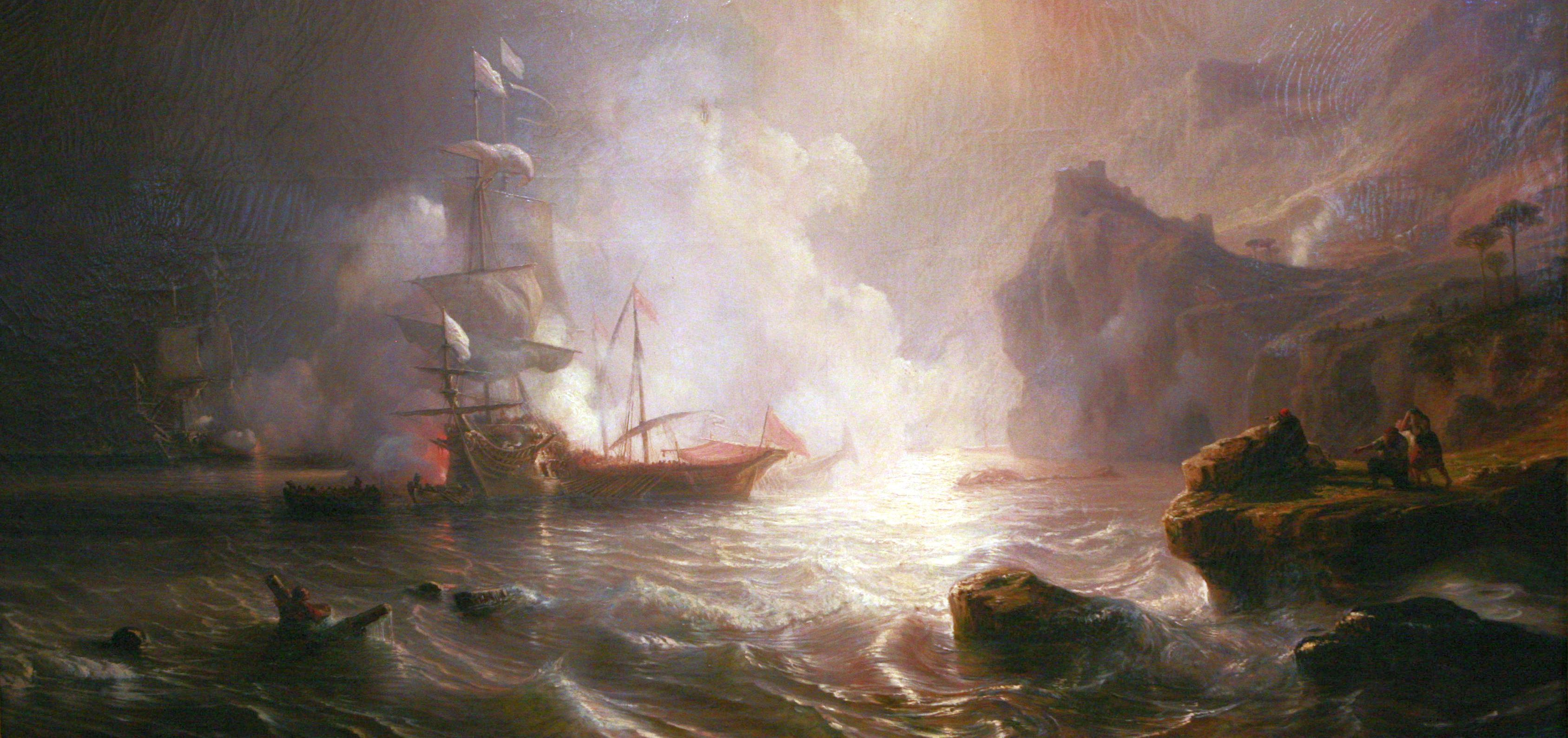
Walka francuskiego okrętu liniowego z galerami piratów

W roku 1607, założony we Florencji i zatwierdzony bullą „His, quae pro Religionis propagatione” papieża Piusa IV rycerski Zakon św. Stefana przeszedł do ofensywy, wespół z kawalerami maltańskimi zdobywając i łupiąc miasto Bona w Algierii.
Niektórzy z piratów byli renegatami lub, jak ich zwano, moryskami. Ci najczęściej używali galer z niewolnikami przykutymi do wioseł. Takimi renegatami byli Süleyman Reis, „De Veenboer”, który został admirałem algierskiej floty korsarskiej w roku 1617 i jego kwatermistrz Murat Reis, z urodzenia Jan Janszoon. Obaj służyli pod rozkazami cieszącego się ponurą sławą korsarza Zymena Dansekera. Wszyscy byli z pochodzenia Holendrami. Admirał Michiel de Ruyter bezskutecznie próbował ich schwytać. Benedyktyn hiszpański, który spędził w niewoli w Algierze wiele lat, pisał o renegatach, że to ludzie:

którzy z krwi i rodziców chrześcijańskich stali się Turkami z własnej woli w sposób bluźnierczy, wypierając się swego Boga i Stwórcy... To właśnie oni mają całą władzę, dominację, rząd i bogactwa Algieru. Oni i ich dzieci zajmują w Algierze 6 tysięcy domów.

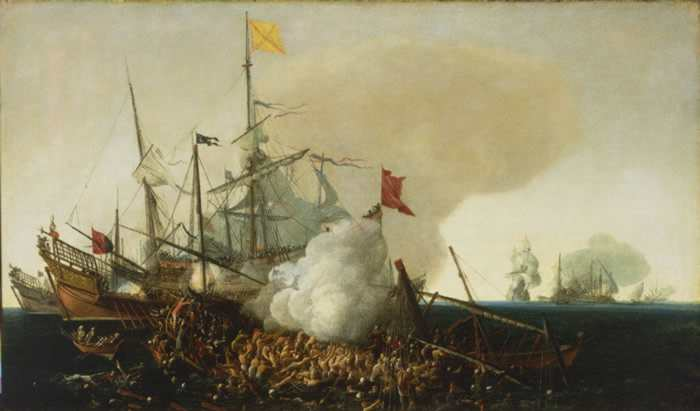
Cornelis Hendricksz Vroom: Hiszpańskie okręty w walce z korsarzami, 1615

Pierwsza połowa XVII wieku to okres rozkwitu berberyjskiego piractwa. Ojcem sukcesu był niejaki Simon de Dancer, który ujawnił najnowsze osiągnięcia żeglarskich budowniczych z Niderlandów, co pozwoliło piratom na poruszanie się po północnym Atlantyku. Podobno ponad 20 tysięcy brańców oczekiwało w tym czasie na swój los w samym tylko Algierze. Bogaci mogli próbować wykupić się z niewoli, ale biedni byli skazani na kajdany. Czasami ich panowie pozwalali odzyskać wolność po przejściu na islam.
Islandia stała się celem najazdów w 1627 roku. Jan Janszoon, (Murat Reis Młodszy) wziął tam 400 jeńców; 242 z nich zostało następnie sprzedanych do niewoli na targach Berberii. Piraci zabrali tylko zdrowych, młodych ludzi. Próbujący stawiać opór zostali zabici, a starszych zapędzono do drewnianego kościoła, który napastnicy podpalili. Wśród schwytanych wówczas był Ólafur Egilsson, który został w roku następnym wykupiony i – po powrocie na Islandię – opisał swoje przejścia. Napad na Vestmannaeyjar, znany w historii Islandii jako Tyrkjaránið, jest uważany za najstraszniejsze wydarzenie w dziejach miasta.
Irlandia była celem podobnego ataku. W czerwcu 1631 roku Murat Reis, z piratami z Algieru i tureckimi żołnierzami, napadł na niewielką nadmorską wioskę Baltimore w hrabstwie Cork. Napastnicy uprowadzili prawie wszystkich mieszkańców do Afryki Północnej. Bardzo różne były losy tych brańców – jedni dożyli swych dni przykuci do wioseł na galerach, podczas gdy inni zażywali spokojnych dni w haremach lub za murami sułtańskiego pałacu. Tylko dwojgu z nich dane było wrócić do Irlandii.
Częstymi celami ataków piratów berberyjskich były południowa Portugalia, południowa i wschodnia Hiszpania, Baleary, Sardynia, Korsyka, Elba, Półwysep Apeniński (a zwłaszcza Liguria, Toskania, Lazio, Kampania, Kalabria i Apulia), Sycylia oraz Malta.

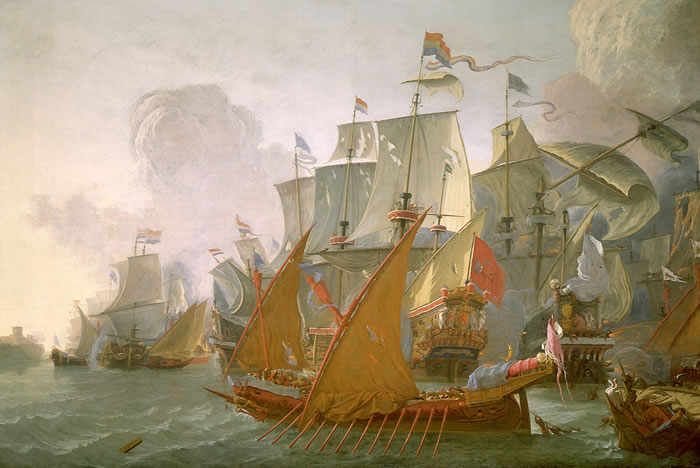
Lieve Pietersz Verschuier, Holenderskie okręty bombardują Trypolis, ok. 1670

Najczęściej ofiarami napadów byli mieszkańcy Sycylii, Kalabrii, Kampanii i Hiszpanii, ale wszyscy kupcy krajów, które nie opłacały się piratom, musieli liczyć się z zajęciem ich statków i załóg. Najpotężniejsze państwa Europy płaciły więc haracz i ze spokojem znosiły grubiaństwa piratów. Zgromadzenia zakonne – takie jak redemptoryści i lazaryści – zajmowały się wykupywaniem niewolników, a w niektórych krajach darczyńcy łożyli na to pokaźne sumy.
Piractwo istniało również z powodu rywalizacji i wojen między europejskimi potęgami. Francja podburzała piratów przeciw Hiszpanii, później Wielka Brytania i Holandia wykorzystywały ich przeciwko Francji. Brytyjska opinia publiczna była przekonana, że piraci berberyjscy są użyteczni, gdy wykorzysta się ich w wojnie handlowej przeciwko słabszym krajom w basenie Morza Śródziemnego. W końcu jednak zaczęto rozumieć, że należy położyć temu kres. W roku 1655 angielski admirał Robert Blake został wysłany z zadaniem ukarania Tunezyjczyków i dał im się mocno we znaki. Za panowania Karola II flota brytyjska przeprowadziła wiele podobnych ekspedycji, w niektórych współdziałając z Holendrami. W latach 1682–1683 Francuzi bombardowali Algier. Podczas drugiej ekspedycji Algierczycy wystrzelili z działa francuskiego konsula.

### XVIII wiek
W latach 1783–1784 przyszła kolej na Hiszpanów. Zniszczenia spowodowane podczas drugiego bombardowania były tak wielkie, że dej Algieru poprosił o pokój i przez kilka lat hiszpańskie wybrzeża i statki były bezpieczne.

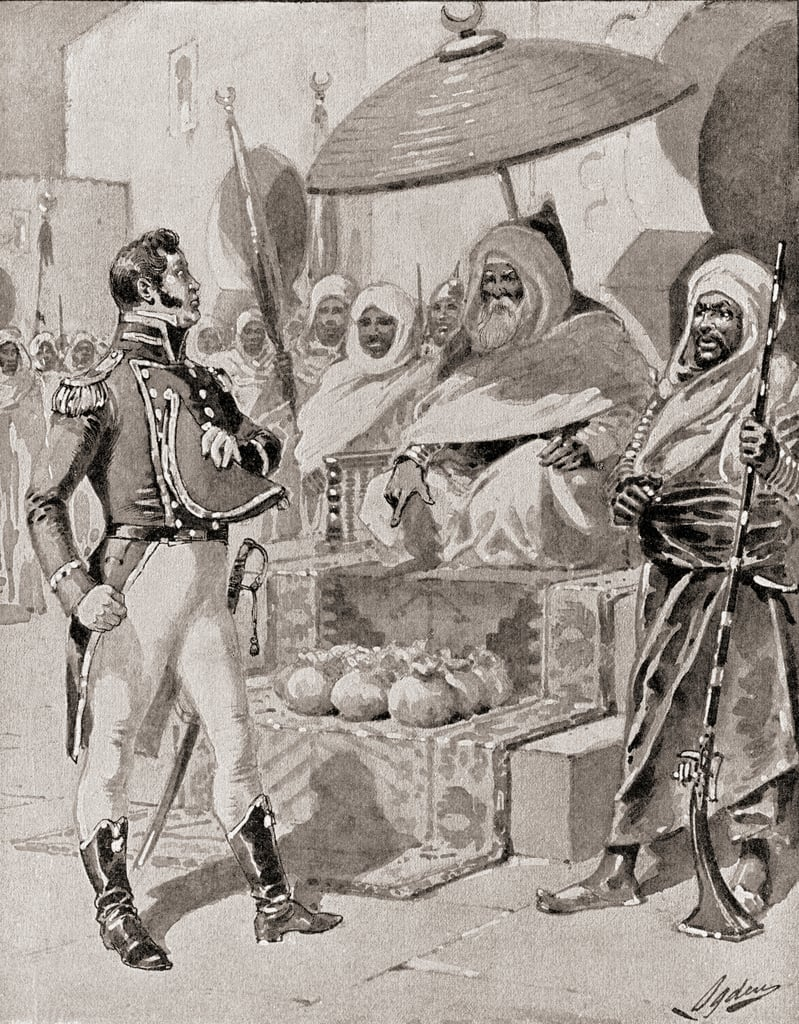
Kapitan Bainbridge płaci haracz dejowi Algieru, ok. 1800

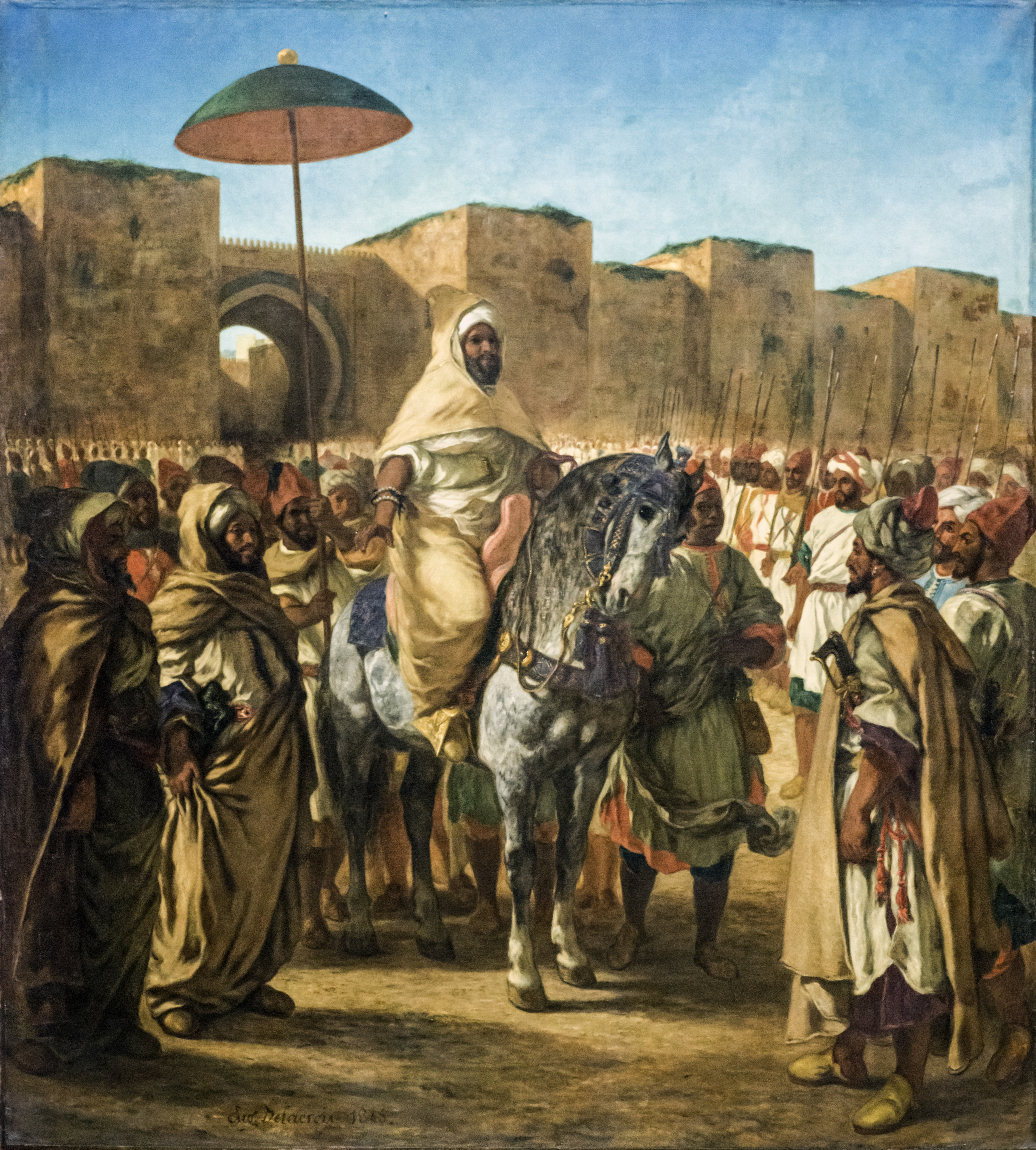
Sułtan Maroka, mal. Eugène Delacroix

Do czasu ogłoszenia deklaracji niepodległości w roku 1776, amerykańskie statki handlowe były chronione brytyjskimi układami z władcami berberyjskich państw. Maroko, które w roku 1777 jako pierwsze niezawisłe państwo publicznie uznało Stany Zjednoczone, od roku 1784, jako pierwsze z krajów berberyjskich, zaczęło napadać na amerykańskie statki. Po kilku latach bezowocnych wysiłków dyplomatycznych Thomas Barclay, amerykański konsul we Francji, udał się w roku 1786 do Maroka i wynegocjował traktat pokojowy, który nie wymagał od USA płacenia w przyszłości haraczu czy wręczania kosztownych prezentów. Inaczej było z Algierem. W roku 1785 piraci zagarnęli dwa statki (Marię z Bostonu i Dauphina z Filadelfii), statki i ich ładunki zostały sprzedane, zaś załogi uwięzione w oczekiwaniu na okup.
W 1786 Thomas Jefferson, wówczas ambasador we Francji i John Adams, ambasador w Wielkiej Brytanii, spotkali się w Londynie z Sidim Haji Abdulem Rahmanem Adżą, posłem Trypolisu. Amerykanie zapytali Adżę dlaczego jego rząd jest tak wrogo nastawiony do amerykańskiej żeglugi, skoro nie był niczym sprowokowany. Donieśli w liście do Kongresu Kontynentalnego, że poseł odpowiedział im: „zostało zapisane w Koranie, że wszystkie narody, które nie uznają Proroka, są grzesznikami, zaś prawem i obowiązkiem wiernych jest rabować je i brać w niewolę”, ale dodał jednocześnie, że w zamian za sumę, którą oni uznali za wygórowaną, można by zawrzeć pokój.
Okup za uwięzionych i haracz dla państw berberyjskich pochłonąłby 20% budżetu Stanów Zjednoczonych w roku 1800. Przez 11 lat Amerykanie w Algierii byli niewolnikami algierskich Maurów. Przez jakiś czas flota portugalska patrolowała wody Cieśniny Gibraltarskiej nie pozwalając piratom berberyjskim przedostać się na Atlantyk. Ale wkrótce Portugalczycy dogadali się z piratami i ci ponownie zaczęli atakować statki amerykańskie na otwartych wodach. Pod koniec roku 1793 aż dwanaście amerykańskich statków wpadło w ich ręce, w związku z czym amerykańscy kupcy zaczęli domagać się zbrojnej ochrony ze strony własnych władz. Po długotrwałej i trudnej debacie w Kongresie utworzono, w marcu 1794 roku United States Navy. Zamówiono sześć fregat i wkrótce rozpoczęła się budowa United States, Constellation, Constitution i trzech dalszych okrętów tego typu.

### XIX wiek
Pewien uwolniony Amerykanin donosił, że w latach 1785–1793 Algierczycy przetrzymywali w niewoli 130 amerykańskich marynarzy. To doprowadziło do pewnych akcji amerykańskiej floty i marines w latach 1801–1805 w Cyrenajce.

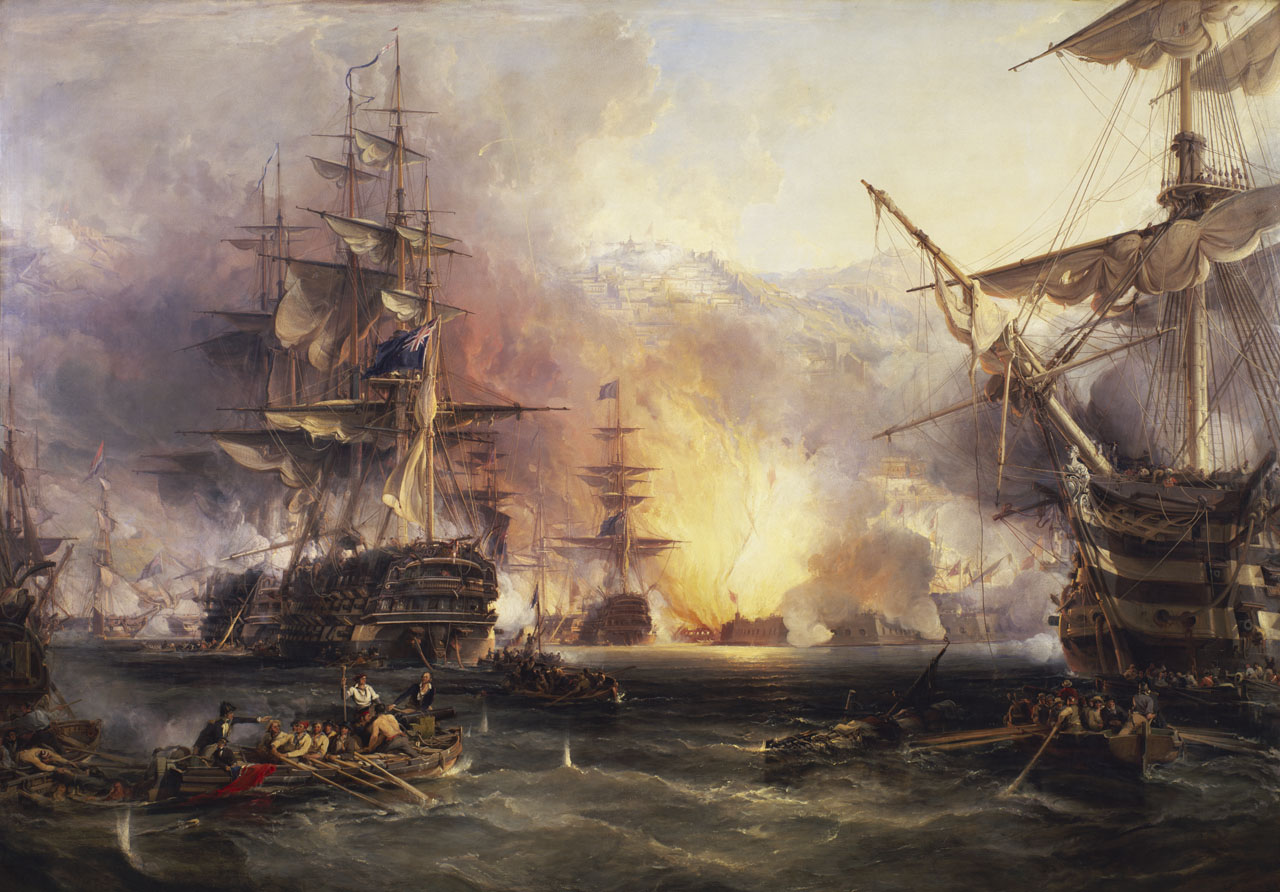
Bombardowanie Algieru w sierpniu 1816, mal. G. Chambers

Po kongresie wiedeńskim w roku 1815, mocarstwa europejskie zgodziły się co do konieczności ostatecznego rozprawienia się z piratami berberyjskimi. Napaść tunezyjskiej eskadry na Palmę na Sycylii, w wyniku czego uprowadzono 158 mieszkańców, wywołała powszechne wzburzenie. Były i inne przyczyny podjęcia zdecydowanej akcji. Wielka Brytania opanowała Maltę i Wyspy Jońskie, a więc miała obecnie wielu śródziemnomorskich poddanych. W roku 1816 Lord Exmouth został wysłany na południe w celu zawarcia traktatów pokojowych z Tunisem i Algierem. Po podpisaniu odpowiednich dokumentów i odebraniu przyrzeczeń zaprzestania procederu wrócił do Anglii, nie wiedząc, że w czasie prowadzenia przezeń negocjacji brutalnie potraktowano poddanych brytyjskich w mieście Bona. W tej sytuacji rząd brytyjski kazał mu wracać, skutkiem czego 17 sierpnia, we wspólnej akcji z eskadrą okrętów holenderskich admirała Van de Capellena, dokonał silnego bombardowania Algieru. Ta lekcja na tyle przeraziła piratów Algieru i Tunisu, że uwolnili ponad 3 tysiące niewolników i złożyli kolejne przyrzeczenia. Jednakże wkrótce potem Algier wrócił do swych pirackich praktyk. W roku 1824 inna flota brytyjska pod dowództwem admirała Harry’ego Neala ponownie zbombardowała Algier. Miasto pozostało jednak ośrodkiem piractwa, aż do czasu podboju i skolonizowania Algierii przez Francuzów w roku 1830.

## Niewolnicy

Targ, mal. Jean-Leon Gerome

Przypuszcza się, że w okresie od roku 1530 do 1780 około miliona, a może nawet miliona dwustu pięćdziesięciu tysięcy Europejczyków było niewolnikami w Afryce Północnej, głównie w Algierze, Tunisie, i Trypolisie, nie licząc brańców dostarczanych tysiącami z ziem ruskich i polskich do Stambułu czy Adrianopola; autor rozdziału Historii świata śródziemnomorskiego podaje nawet 2 mln. Największe natężenie handlu niewolnikami z Europy miało miejsce w latach 1605–1634, kiedy około 35 tysięcy brańców było przetrzymywanych w Algierze, Tunisie i Trypolisie. Jednocześnie, wobec wysokiej śmiertelności brańców, istniało stałe zapotrzebowanie na dalsze ich zdobywanie. Co sprytniejsi piraci dokonywali szybkich rajdów wzdłuż wybrzeży, zagarniali ludzi w niewolę, po czym oferowali ich wykupienie krajanom ofiar. Nie mogli w ten sposób uzyskać takich cen, jak na targach niewolniczych w Afryce Północnej, ale był to szybki i łatwy dochód. Dopiero w sytuacji, gdy rodziny nie były w stanie zapłacić okupu, żywy towar trafiał do handlarzy w miastach Berberii.
Wzięcie do niewoli było dopiero początkiem drogi nieszczęśników. Wielu brańców umierało podczas długiej drogi do Afryki Północnej, a przyczynami były choroby, brak pożywienia i wody. „Szczęśliwców”, którzy przeżyli podróż, czekał jeszcze przemarsz przez miasto na targ, gdzie mieli być wystawieni na sprzedaż. Tam stali przez wiele godzin (często nago) oglądani przez kupujących. Następnie dochodziło do aukcji, podczas której pierwszym kupującym był władca. Po jej zakończeniu brańców dzielono na tych, za których można spodziewać się okupu i na tych, którzy będą skierowani do niewolniczej pracy.

### Galernicy
Życie niewolników w krajach muzułmańskich było nie do pozazdroszczenia, nie da się go jednak – nawet w przybliżeniu – porównać z tym, co przechodzili ci, których „zatrudniano” na galerach. Galera to statek, który może być napędzany (w czasie bitwy) wyłącznie siłą ludzkich mięśni i do tego piraci berberyjscy potrzebowali niewolników. Berberyjskie galery były w morzu 80–100 dni rocznie, więc niewolnicy nie byli na nich ciągle, ale po zejściu na ląd zmuszano ich do wykonywania najcięższych prac. Mogło być jednak jeszcze gorzej: galernicy floty osmańskiej „trzymani na spodzie statku, w najgorszych warunkach higienicznych, przykuci do ław, poruszać musieli rytmicznie ciężkie wiosła, nieustannie smagani batem; w razie tonięcia statku nikt nie troszczył się o ich uratowanie. W drugiej połowie XVI wieku flota turecka liczyła 300 większych i 100 mniejszych statków; służyło na nich 10 tysięcy galerników”.
Czasem do galerników uśmiechało się szczęście. Gdy piratom udało się zdobyć statek zasobny w towary, zysk z łupu dzielony był między wszystkich. Galernik otrzymywał wprawdzie znikomy ułamek, ale mógł mieć nadzieję na wykupienie się w przyszłości. Byli wśród galerników i tacy, którym udało się przeżyć wystarczająco długo, by zostać uwolnionym z łańcuchów i otrzymać pracę pisarza, który prowadził spisy niewolników i księgowość wyprawy, bądź też organizatora pracy przykutych do wioseł kolegów.

### Wolność dla nielicznych

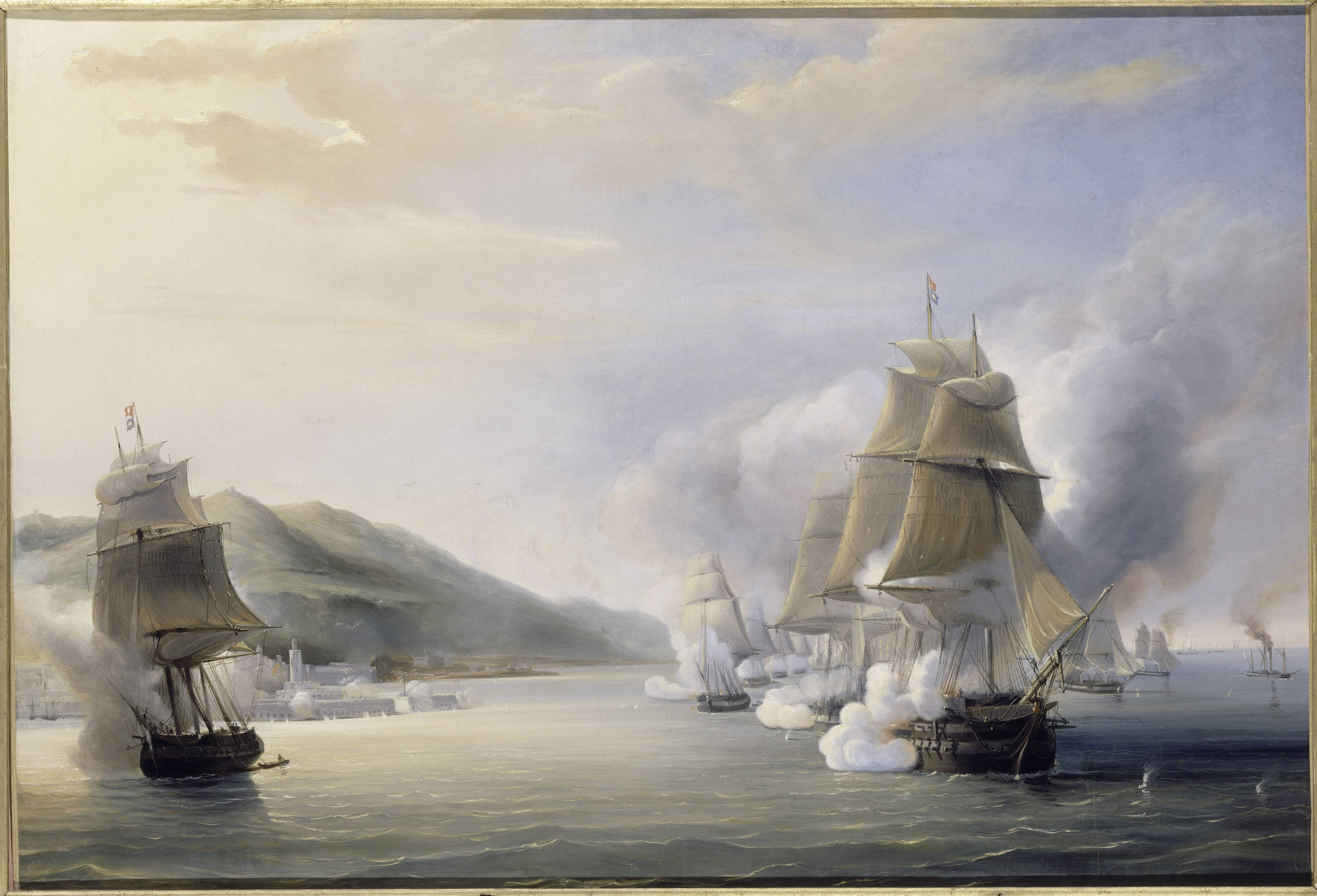
Francuskie bombardowanie Algieru 13 czerwca 1830

Bogatsi jeńcy mogli liczyć na wykupienie ich przez rodziny. Najważniejsi byli przewożeni do Stambułu, gdzie trzymano ich w tzw. Siedmiu Wieżach („Yedikule”), gdzie oczekiwali – najczęściej wiele miesięcy, a nawet lat – na dostarczenie okupu (np. hetman wielki koronny Stanisław Koniecpolski spędził w twierdzy trzy lata).
Ci, którzy nie mogli liczyć na okup, szukali nadziei w ucieczce. Było to jednak niezmiernie trudne i zaledwie garści niewolników udało się zbiec. W polskiej historiografii znanych jest kilka takich przypadków, jak np. szlachcica z Podola Marka Jakimowskiego, czy też dwóch nieznanych z nazwiska braci, wziętych do niewoli podczas wyprawy hetmana Jana Zamoyskiego na Wołoszczyznę i przykutych do wioseł na galerach, gdzie spędzili kilkanaście ciężkich lat. Pewnego dnia ich jednostka została zaatakowana przez galery neapolitańskie, wysłane w celu ścigania piratów. Galernicy zostali oswobodzeni i odesłani do Rzymu, skąd zabrał ich do kraju w roku 1617 Tomasz Zamoyski, syn hetmana.
Dla historyków brytyjskich najbardziej znanym uciekinierem jest Thomas Pellow, który opublikował swe wspomnienia w roku 1740. Po kilku nieudanych próbach (omal nie skończyły się jego śmiercią), Pellow ostatecznie zdołał dostać się na Gibraltar w lipcu 1738.